# Holodomor
La fam d'Ucraïna (1932-1933), o Holodomor (de l'ucraïnès: Голодомор), va ser una de les més grans catàstrofes d'Ucraïna en la història moderna, amb la pèrdua de diversos milions de vides humanes (la quantitat exacta no n'és pas clara). Mentre que, en general, es parla de la fam a Ucraïna com a part de les fams a Rússia i l'URSS, que van afectar diverses regions de l'URSS, el terme Holodomor s'usa específicament per als esdeveniments que van ocórrer als territoris poblats pels ucraïnesos.
La majoria d'estudiosos moderns estan d'acord que la fam va ser causada per les polítiques governamentals de la Unió Soviètica sota Stalin, i no per causes naturals. L'Holodomor també fa referència, de vegades, al genocidi ucraïnès    , la qual cosa implicaria una enginyeria social soviètica dirigida a destruir la nació ucraïnesa com a factor polític i com a entitat social. Mentre que els historiadors continuen sense posar-se d'acord en si les polítiques que van dur a l'Holodomor cauen en la definició legal de genocidi, una vintena d'estats ho han reconegut oficialment com a tal, el primer d'ells Estònia el 1993. Tot i que diversos governs van condemnar els crims del règim estalinista, molts d'ells encara no han reconegut aquesta temptativa de genocidi. El Parlament de Catalunya i la Federació de Municipis de Catalunya també ho van condemnar com a genocidi.
El 28 de novembre del 2006, el Parlament d'Ucraïna va aprovar una proposta de llei segons la qual la fam forçada de l'època soviètica va ser un acte de genocidi contra el poble ucraïnès.
Arran de la invasió russa d'Ucraïna del 2022, diversos països i entitats europeus han reconegut aquesta temptativa de destrucció de la societat ucraïnesa. El Parlament Europeu va aprovar el 15 de desembre del 2022 una resolució que reconeixia Holodomor, Bulgària ho va fer el 1r de febrer del 2022, seguida per Bèlgica el 10 de març del mateix any i, darrerament, el 28 de març del 2023 va ser França que va reconèixer, i condemnar, oficialment aquest genocidi.

## Etimologia
La paraula Holodomor prové de les paraules ucraïneses голод gholod i мор (mor), que signifiquen fam i plaga, respectivament. El terme també pot haver-se originat en l'expressió 'Морити голодом' (moryty gholodom), que significa "infligir la mort per gana".
El terme va ser utilitzat per primera vegada per l'escriptor nacionalista i antisoviètic Oleksa Musienko, en un reportatge presentat a la Unió d'Escriptors Ucraïnesos de Kíev en el 1988. Aquest esdeveniment es commemora el quart dissabte del mes de novembre, tant a Ucraïna com a les comunitats ucraïneses de tot el món.

## 1929: gran col·lectivització i objectius del gran viratge
A la dècada dels 30 del segle xx, Stalin va decidir implantar una nova política per a l'URSS, a través d'una radical transformació de les seves estructures econòmiques i socials, buscant els següents objectius:
- La col·lectivització estatal de l'agricultura, l'expropiació per l'estat soviètic de les terres, les collites, el bestiar i la maquinària. D'aquesta forma, l'estat passaria a establir els plans d'explotació per a regular la producció i obtenir una manera d'alimentar les ciutats i l'exèrcit gairebé gratuïtament, així com exportar-ne els productes.

- Establir un efectiu control polític administratiu sobre els camperols, i enfortir el règim soviètic. Aquest suport seria igualment garantit sobre els aliments per mitjà de l'eliminació de la classe més benestant de la societat rural ucraïnesa (els Kulaks).

- Una industrialització accelerada de la Unió Soviètica tenint com a base les exportacions de productes agrícoles, sobretot cereals.

## La guerra anticamperola

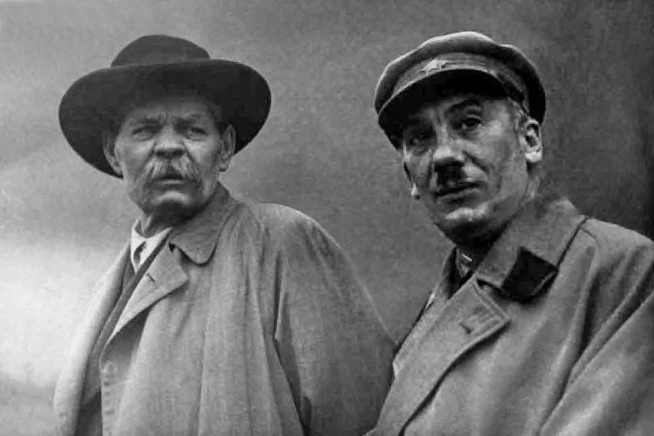
Guénrikh Iagoda (dreta) en companyia de l'escriptor Maksim Gorki (esquerra). Com a sotsdirector de la policia política, Iagoda va ser un dels principals responsables de la repressió de la pagesia en l'àmbit de la col·lectivització i la deskulakització.

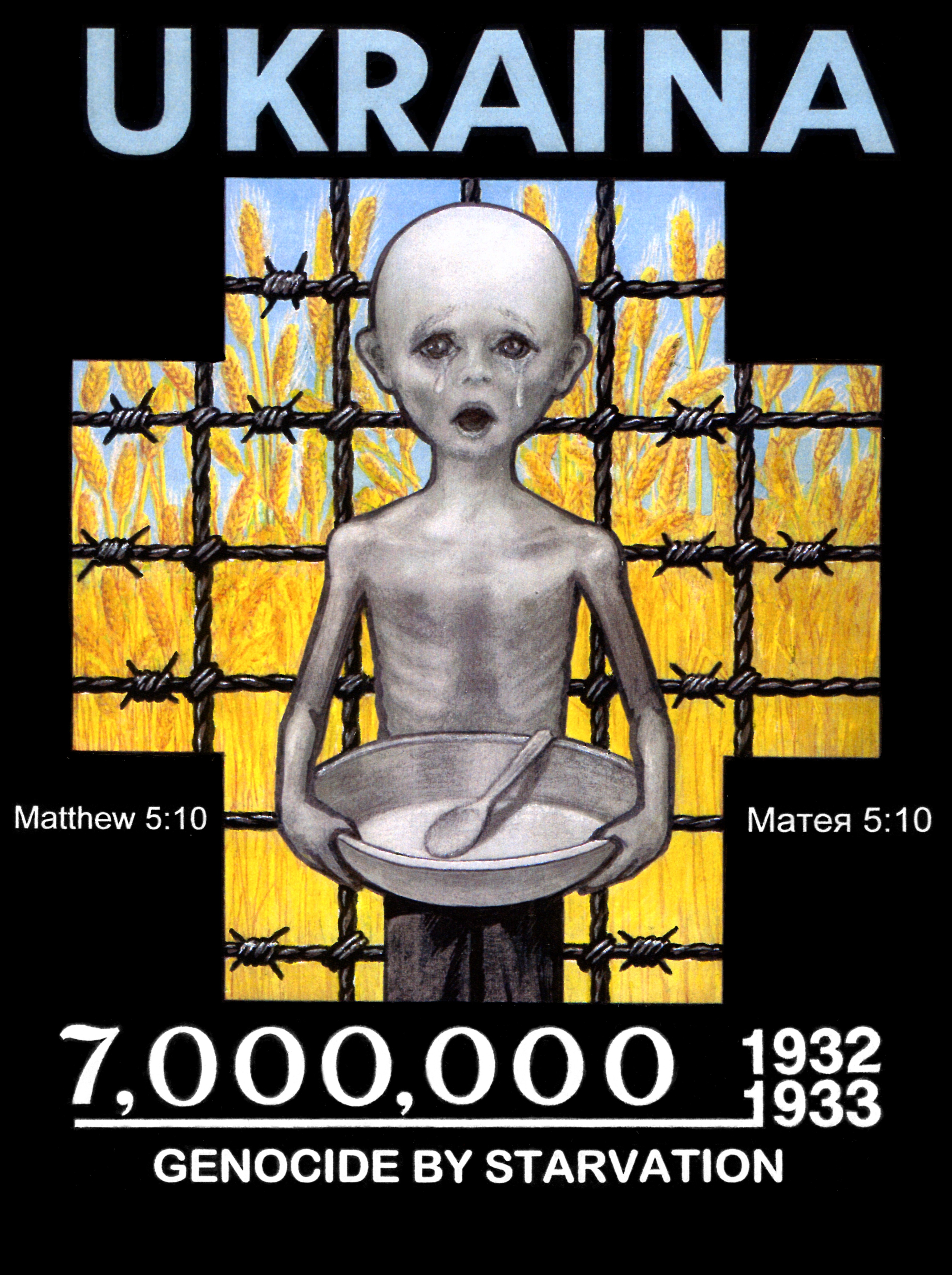
Leonid Denissenko, "Per què?".

Bandera de la República Socialista Soviètica d'Ucraïna.

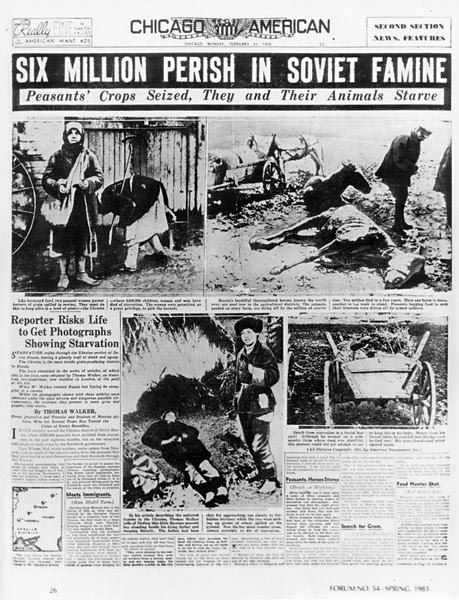
Chicago American: Sis milions de persones moren de fam.

El procés de col·lectivització de l'agricultura va ser una decisió del Comitè Central del Partit Comunista de la Unió Soviètica, presa el desembre del 1929.
La col·lectivització va ser una veritable guerra declarada per l'estat contra el model rural tradicional. Els camperols, el 82 % de la població soviètica, van ser obligats a lliurar els seus béns i explotacions a la col·lectivització, i les pautes de producció eren fixades per les autoritats centrals. La majoria dels camperols no tenien propietats, treballaven per als kulaks; així que van rebre amb entusiasme la nova política. Per a la seva execució, els funcionaris membres del partit comunista que estaven presents en els camps van ser recolzats per brigades d'activistes provinents de centres industrials.
La resposta dels kulaks va ser, moltes vegades, violenta i desesperada, i hi hagué nombroses manifestacions, revoltes i disturbis per tot el país. Més de 14.000 casos van ser registrats per la OGPU.
Després d'esclatar els disturbis i les revoltes, ràpidament, va ser enviat l'Exèrcit Roig per ofegar la revolta. Paral·lelament, la policia secreta va iniciar una campanya de terror amb l'objectiu de trencar l'ànim dels kulaks. L'any 1929, es va arrestar milers d'intel·lectuals ucraïnesos sota falsos càrrecs, i van ser afusellats o enviats a camps de treball a Sibèria. La resistència va mobilitzar prop de tres milions de persones, en particular de les regions poblades per cosacs dels rius Don, Volga, Kuban, del nord del Caucas, i sobretot a Ucraïna.
Les motivacions per a les revoltes van ser múltiples, i sorgiren d'acord amb els nous desafiaments suscitats per les col·lectivitzacions de l'estat soviètic, per l'oposició a la política antireligiosa, el tancament d'esglésies, el vandalisme de les joventuts comunistes i altres circumstàncies derivades de polítiques estatals.
No obstant això, en molts casos, les víctimes de la repressió van ser simplement abandonades en aquests territoris distants i inhòspits. En conseqüència, aproximadament 500.000 deportats, entre ells molts nens, van morir pel fred, la gana o els treballs extenuants.

### Àmbit geogràfic
A partir del 1931, van començar grans problemes de manca d'aliments en diverses regions de la Unió Soviètica, que van conduir a la mort per inanició de milions de persones, situació coneguda perfectament per les autoritats:
| « | [...]En l'antiga Unió Soviètica, milions d'homes, dones i nens van ser víctimes d'accions i polítiques cruels del règim totalitari. La gran fam de 1932-1933 a Ucraïna -"Holodomor"- va costar milions de víctimes innocents i es va convertir en una tragèdia nacional per al poble ucraïnès[...] El 10 de novembre de 2003, a les Nacions Unides, vint estats reunits, incloent-hi Rússia, Ucraïna i els Estats Units, van signar una declaració conjunta pel 70è Aniversari de l'"Holodomor". | » |

La situació va ser especialment greu al Kazakhstan, així com en les principals àrees cerealistes, Ucraïna, el nord del Caucas i les riberes del riu Volga, on s'havia produït la major resistència contra les polítiques de col·lectivització agrícola.

### Causes inicials de la fam
Conclusions de la revista soviètica Kolhospnytsia Ukrayiny ("Dona col·lectivista d'Ucraïna") al desembre del 1932:
- Una greu desorganització de la producció agrícola causada per les mesures de deskulakització, que van servir per a reprimir les elits rurals.

- La col·lectivització forçada va portar molts dels camperols a rebel·lar-se de manera desesperada i violenta, i destruïren gran part del seu patrimoni (collites, bestiar).

- La ineficàcia i la misèria que van caracteritzar les col·lectivitzacions, immerses en un context de violència generalitzada i caos.

- Les successives i implacables quotes requisades, mitjançant les quals l'estat procura solucionar el triple problema: industrialització accelerada, explosiu creixement urbà motivat per l'èxode rural, i la necessitat de frenar el deute extern amb un increment en les exportacions de matèries primeres.

- La resistència dels camperols que consideraven les mesures de la col·lectivització com un retorn a la servitud, treballant cada vegada menys, per la seva reticència al model col·lectivista imposat pel règim, i a conseqüència de la debilitat física generada per la falta d'aliments.

- Les condicions meteorològiques, que van perjudicar les collites de 1932.

D'aquesta forma, es desencadena, el 1931, una fam en una escala reduïda en comparació amb els anys següents. El seu origen neix com a resultat imprevist d'un programa d'inspiració marxista que pretenia eliminar les classes socials i l'economia capitalista. Hi havia plena consciència, per les parts implicades -estat i camperols-, que s'estava reeditant la situació de violència i fam que va caracteritzar el període de la Guerra Civil Russa del 1918 al 1921.

### Auge de la crisi
El 1931, a conseqüència de les millors collites a Sibèria occidental i al Kazakhstan, milers de kulaks d'Ucraïna i del Caucas Nord i de la regió del riu Don, van acréixer les existències de subministraments. Per aquest motiu, els òrgans estatals, tot i ser una collita bastant mediocre (de 69 milions de tones, van confiscar-ne 23 milions), van obligar Ucraïna a contribuir amb el 42% de la producció cerealícola, cosa que va provocar l'empitjorament i la desorganització del cicle productiu, iniciat amb la col·lectivització forçada i la deskulakització.
A Ucraïna i en altres regions a partir de la primavera del 1932, la situació provocada per les morts per inanició i l'èxode massiu de camperols a les ciutats va suscitar la preocupació de les autoritats de diverses repúbliques de la Unió Soviètica. Per la seva part, el govern central, motivat per la necessitat, va establir la quota per a la col·lecta de 1932 en 29,5 milions de tones; 7 milions van haver de ser obtinguts d'Ucraïna.
Es va gestar un conflicte entre dos bàndols: els camperols, que van intentar per tots els mitjans conservar una part de la collita, i les autoritats locals, obligades a complir amb la quota imposada pel govern. El conflicte era inevitable.
Les confiscacions de cereal van ser tan elevades que els camperols es van veure en la necessitat d'amagar la major quantitat possible per garantir les reserves alimentàries indispensables per a la seva supervivència.
La campanya de la col·lecta del 1932 es va veure embolicada des de l'inici en innombrables problemes i dificultats: manifestacions dels camperols afectats per la fam, abandonament dels camps, robatori dels béns pertanyents als kulaks (bestiar, eines i collites) juntament amb la renúncia de molts funcionaris locals i regionals del Partit o dels soviets, per no voler aplicar-hi les mesures necessàries, ni requisar les quantitats exigides pel govern per complir amb la quota, que condemnaria de fam desenes de milions de persones.
Inicialment, Stalin va manifestar la seva creixent impaciència respecte al lent ritme que va caracteritzar la campanya de requisicions d'Ucraïna, i acusà els dirigents locals de la responsabilitat de la situació a causa de la seva laxitud i la manca de fermesa contra els actes de sabotatge i de terrorisme.
Per superar aquestes dificultats, el 7 d'agost del 1932, entra en vigor la llei sobre el "robatori i dilapidació de la propietat social" (més coneguda per la llei de les cinc espigues), que incloïa penes de fins a 10 anys de condemna en camps de treball forçats.
Les brigades encarregades de la col·lecta efectuaren autèntiques expedicions de càstig, normalment, a les regions cerealistes. Aquestes apropiacions van anar acompanyades d'innombrables abusos, violència física i detencions de kulaks.
Malgrat una lleugera reducció en els objectius de la col·lecta i d'una repressió extremadament més dura, foren condemnades més de 100.000 persones a mort, en els primers mesos de l'aplicació de llei, però el dia 25 d'octubre, a Moscou, només es va recollir el 39% de la quantitat exigida a Ucraïna.
El terme kulak va seguir utilitzant-se per als grups deportats a Sibèria o Kazakhstan. D'altra banda, les deportacions també van tenir com a objectiu potenciar la colonització i explotació dels immensos recursos d'aquestes regions. En total, en el context de la campanya de deskulakització (1930-1932), van ser deportades de manera caòtica i precipitada prop de 2.800.000 persones, 300.000 de les quals eren ucraïneses. Els supervivents van treballar en empreses dedicades a l'explotació dels recursos naturals, forestals, miners, metal·lúrgics, vies de comunicació, etc., i van ser tractats com a veritables esclaus, subjectes a tota mena de privacions i abusos.

### «Interpretació nacional» de Stalin

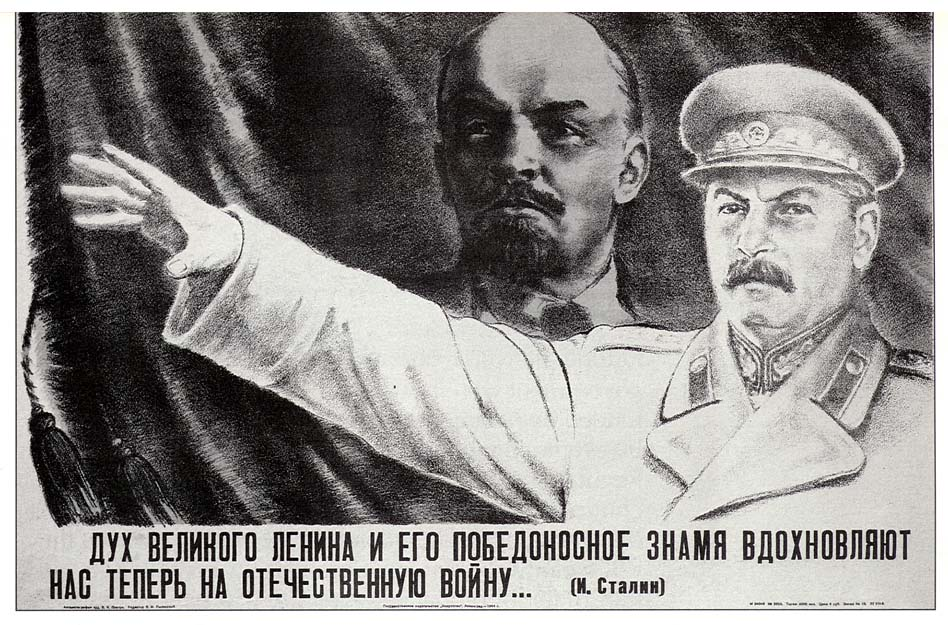
Stalin i Lenin

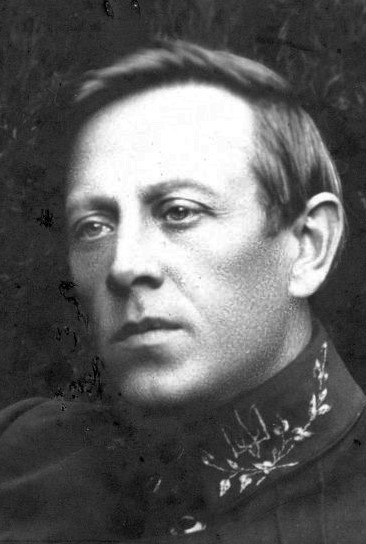
Symon Petliura

Entre juliol i agost de 1932, Stalin va concebre una nova anàlisi de la situació d'Ucraïna i de les seves causes, expressada en una carta enviada a Làzar Kaganòvitx l'11 d'agost:
| « | (Ucraïna) és avui dia la principal qüestió, ja que estan el Partit, i el propi Estat i els seus òrgans de la policia política de la república, infestats per agents nacionalistes i per espies polonesos, i es corre el risc «de perdre Ucraïna», una Ucraïna que, per contra, és necessari transformar en una fortalesa bolxevic . | » |

En el mateix sentit de l'anterior, altres autors confirmen que Stalin tenia la idea que el Partit Comunista i el govern ucraïnès tenien infiltrats agents nacionalistes (petliura) i espies polonesos ("agents de Pilsudski"), i que els llogarets reticents a la col·lectivització estaven sota influència d'agitadors contrarevolucionaris.
La decisió d'utilitzar la fam provocada artificialment amb la voluntat de "donar una lliçó" als camperols va ser presa a la tardor, en un context delicat per al dictador, amb l'agudització de la crisi provocada pel primer pla quinquennal i el suïcidi de la seva esposa Nadezhda Alliluyeva.
El 22 d'octubre del 1932, són enviades a Ucraïna i al Caucas del Nord dues "comissions extraordinàries", dirigides, respectivament, per Viatxeslav Mólotov i Làzar Kaganòvitx, amb l'objectiu d'"accelerar les col·lectes" i tenint el suport dels més alts responsables de la KGB, incloent-hi Guénrikh Iagoda. Simultàniament, milers d'agents de la policia política i de paramilitars del partit van ser mobilitzats per pal·liar la ineficàcia de les estructures comunistes locals i reprimir-hi qualsevol acte de sabotatge. Entre novembre i desembre, més de 27.000 persones van ser detingudes. Entre novembre i desembre, el 30% en van ser dirigents de les col·lectivitzacions i petits funcionaris rurals, sobre la base d'acusació de sabotatge en els plans de col·lecta.
El recurs i l'arma de la fam adquireixen una magnitud i violència particulars als territoris ucraïnesos. Stalin, en perfecta coherència amb la seva pròpia anàlisi sobre els orígens i dinàmiques del fenomen nacional, en considera Ucraïna un cas d'especial gravetat, a causa de la unió profunda entre nacionalisme i burgesia.
El dirigent del KGB ucraïnès, Vsevolod Balistski, defineix, el 5 de desembre del 1932, com a principal missió a exercir per la policia política de la república, "l'urgent desmantellament, identificació i eliminació dels individus contrarevolucionaris i els kulaks-Petliura que sabotegen les mesures aplicades pel govern soviètic i pel Partit, als llogarets".

## El genocidi

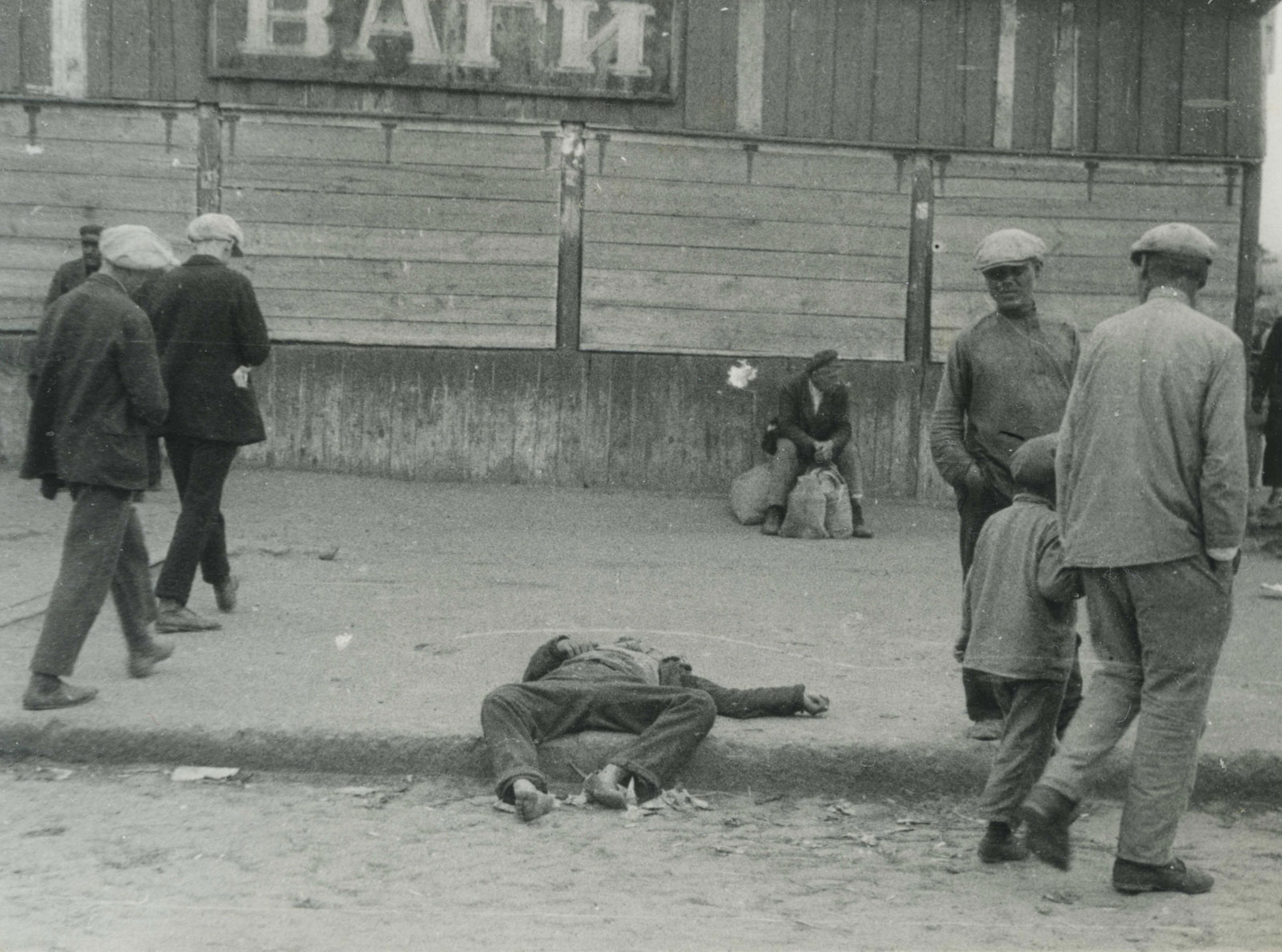
Víctima de lHolodomor en un carrer de la ciutat ucraïnesa de Khàrkiv. Aquesta fotografia va ser presa el 1933 per Alexander Wienerberger, un enginyer químic austríac que aleshores treballava a l'URSS.

Per tal d'aixafar tota resistència contra el règim i ampliar el control sobre els camperols, les autoritats soviètiques van prendre decisions i mesures per generar una fam generalitzada i artificial. Un estudi de 30 resolucions del Comitè Central Executiu del Partit Comunista Bolxevic, i del Comitè del Consell Soviètic de la República Socialista Soviètica d'Ucraïna, així com de l'URSS, publicades entre 1929 i 1933, descriuen i analitzen les condicions per al total anihilament físic de la població rural d'Ucraïna, ja que, segons antecedents, hi havia prou menjar a Ucraïna per a alimentar dues vegades la seva població.
Stalin va ordenar, sistemàticament, augments en les quotes de producció de menjar, que es van dur a terme fins a l'exhauriment dels subministraments als graners ucraïnesos. La collita de blat de 1933 es va vendre en el mercat mundial a preus per sota del mercat, per exhaurir-la. Les severes confiscacions de gra van fer que les autoritats locals es veiessin obligades a imprimir uns pòsters amb la llegenda: "Menjar nens morts és salvatgisme". Es calcula que la collita de 1933 podria haver alimentat durant dos anys la població d'Ucraïna, tradicionalment anomenada el graner d'Europa.

Els cadàvers jeien als carrers de Khàrkiv.

Com que la situació hi era crítica, el Partit Comunista d'Ucraïna va demanar a Stalin la reducció de les quotes de menjar; i novament es va enviar a l'Exèrcit Roig per reprendre el PC ucraïnès. La policia secreta va continuar terroritzant la població, realitzant inspeccions aleatòries i apropiant-se de tot el menjar trobat, considerat propietat de l'estat. El càstig per robar variava, des de la mort a l'enviament mínim de 10 anys a un gulag. Ràpidament, es va gestar una fam massiva i duradora. Durant els pitjors moments, es calcula que morien unes 25.000 persones cada dia a Ucraïna.
Des dels països d'Europa occidental i dels Estats Units, els emigrants ucraïnesos van respondre enviant-hi carregaments de menjar. L'ajuda va ser requisada per les autoritats soviètiques. Els governs i la premsa occidental van ignorar durant molt de temps els informes sobre les fams que, periòdicament, s'escapaven al control soviètic.
Molts sectors de comunistes defensors de Stalin assenyalen que l'Holomodor, com a concepte d'extermini perpetrat per Stalin, és una creació fictícia dels serveis d'informació nazis, comprat com a informació pel magnat William Randolph Hearst i difós per Occident com una veritat, tal com recull el llibre de Douglas Tottle, Fraud Famine and Fascism the Ukrainian Genocide Myth (1987). S'assenyala els kulaks (camperols rics ucraïnesos) com a responsables de la fam, en cremar collites i realitzar sabotatges.

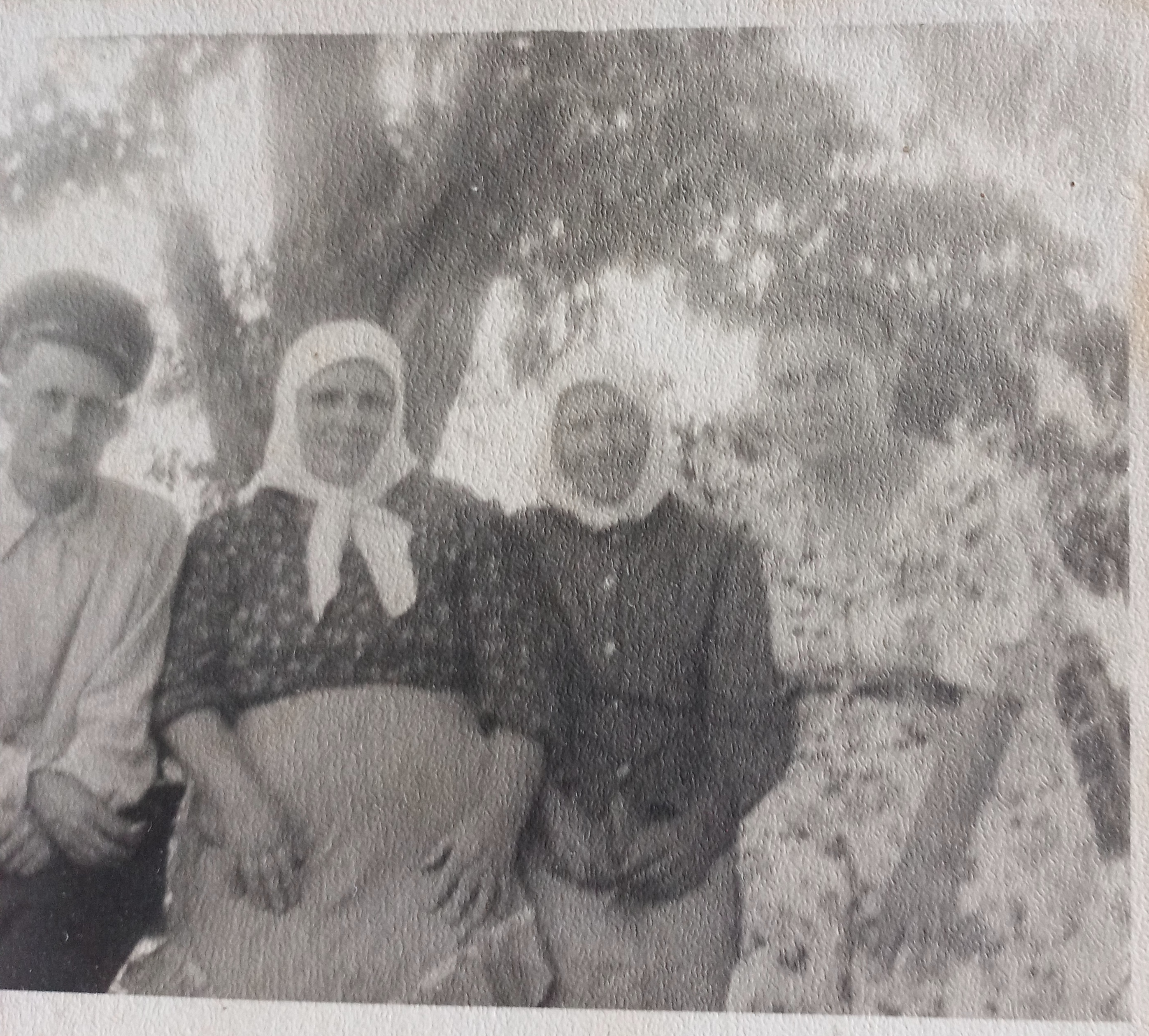
Luckia Statxenko - un dels salvadors de la gent durant l'Holodomor, la segona dona a la dreta, amb la seva família (foto 1955)

### Nombre de víctimes
| Any  | Naixements | Defuncions | Canvi natural |
| ---- | ---------- | ---------- | ------------- |
| 1927 | 1184       | 523        | 661           |
| 1928 | 1139       | 496        | 643           |
| 1929 | 1081       | 539        | 542           |
| 1930 | 1023       | 536        | 487           |
| 1931 | 975        | 515        | 460           |
| 1932 | 782        | 668        | 114           |
| 1933 | 471        | 1850       | -1379         |
| 1934 | 571        | 483        | 88            |
| 1935 | 759        | 342        | 417           |
| 1936 | 895        | 361        | 534           |

- Les restriccions en l'accés a certs arxius de l'URSS.
- La mortalitat directament imputable a les epidèmies de tifus.
- La política de secretisme imposada pel règim, en prohibir als funcionaris dels soviets rurals esmentar la fam com a causa de mort.
- La desorganització dels registres, a conseqüència de la defunció o de la fugida de funcionaris pertanyents a les regions delmades.
- La circumstància que nombroses víctimes van ser enterrades en fosses comunes.
- Les migracions i deportacions de camperols a altres repúbliques soviètiques.
- L'adopció de la nacionalitat russa per part de molts camperols ucraïnesos.

Tot i l'existència estimada que va d'1,5 a 10 milions de víctimes ucraïneses, els càlculs més recents d'historiadors, sobre la base de fonts dels arxius soviètics, indiquen un nombre d'entre 3 a 3,5 milions de morts.
D'altra banda, es calcula que d'1,3-1.500.000 van morir-ne al Kazakhstan -i s'exterminaren entre un 33% a 38% dels cosacs-, així com centenars de milers al Caucas del Nord i a les regions dels rius Don i Volga, on l'àrea més durament afectada correspon al territori de la República Socialista Soviètica Autònoma dels Alemanys del Volga, en total, aproximadament, de 5 a 6 milions de víctimes, entre els anys 1931 i 1933.

## Negacionisme de l'Holodomor
El negacionisme de l'Holodomor significa afirmar que la "fam artificial" ucraïnesa de 1932-1933 no va existir.
Aquesta negació va ser la postura típica de la propaganda soviètica, defensada per periodistes i cercles occidentals d'esquerra.
Les autoritats soviètiques -entre ells, el president Mikhaïl Kalinin o el ministre d'afers exteriors, Maxim Litvinov- van negar des del primer moment l'Holodomor, i van mantenir aquesta actitud fins ben entrada la dècada de 1980. En aquesta mateixa línia, es van pronunciar nombrosos periodistes de països occidentals, com Walter Duranty o Louis Fischer. La negació de l'Holodomor es va convertir en una reeixida campanya de desinformació, orquestrada des del govern soviètic. Stalin "havia aconseguit l'impossible: silenciar qualsevol conversa sobre la fam... Mentre en morien milions, la nació entonava les lloances a la col·lectivització", tal com va expressar l'historiador i escriptor Edvard Radzinsky. Un altre expert sobre el tema -Robert Conquest- va afirmar que va ser el primer assaig soviètic de les tècniques de propaganda nazi, i que després s'aplicarien durant els processos de Moscou i l'ocultació del gulag.

## L'Holodomoren la política moderna

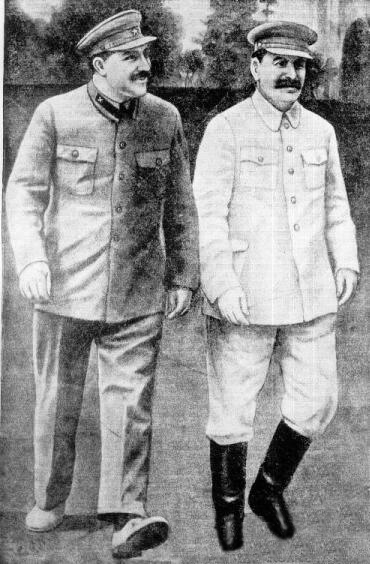
Lazar Kaganovitx (a l'esquerra d'Stalin) va tenir un rol fonamental aplicant les polítiques estalinianes que van conduir al Holodomor.

La fam continua sent un tema amb connotacions polítiques; per tant, és probable que en continuïn els encesos debats per molt temps. Fins al 1990, els debats eren majorment entre els anomenats negacionistes, que refusaven reconèixer la sola existència de la fam o que aquesta fos originada per causes naturals (tal com una mala collita). Acceptaven l'existència de la fam, però la veien el resultat d'una mala política, seguida per greus errors en els esforços de socors. D'altres, en canvi, argumentaven que havia estat intencional i específicament antiucraïnesa o, fins i tot, un acte de genocidi contra els ucraïnesos com a nació.
Actualment, els experts estan d'acord que la fam va afectar-ne milions. Mentre que també s'accepta que la fam va afectar altres nacionalitats a més dels ucraïnesos, el debat continua vigent quant a si pot qualificar-se a no com un acte genocida, ja que el fet que la fam ocorregué i que va ser-hi anormal no està en disputa. Fins al possible efecte de causes naturals, el debat es restringeix a si la mala collita o la tensió post-traumàtica hi van jugar un rol d'alguna manera, i fins a quin punt les accions soviètiques van ser causades per les necessitats econòmiques i militars determinades pels líders soviètics.
L'any 2007, el president Víktor Iúsxenko va declarar que desitjava "una nova llei que penalitzés la negació de l'Holodomor", mentre que el líder del partit comunista Petro Symonenko va dir que "ell no creu que hi va haver una fam deliberada de cap manera", i va acusar Iúsxenko d'"usar la fam per a provocar odi". Pocs a Ucraïna comparteixen la interpretació de la història de Symonenko, i el nombre d'ucraïnesos que neguen la fam o que consideren que va succeir per causes naturals, cau de manera permanent.
El 10 de novembre del 2003, en les Nacions Unides, vint-i-cinc països, incloent-hi Rússia, Ucraïna i els Estats Units, van signar una declaració conjunta en el setanta aniversari de l'Holodomor, amb el següent preàmbul: -En l'antiga Unió Soviètica, milions d'homes, dones i nens van ser víctimes d'accions i polítiques cruels del règim totalitari: la gran fam de 1932-1933 a Ucraïna (Holodomor), que va costar entre 7 i 10 milions de víctimes innocents i es va convertir en una tragèdia nacional per al poble ucraïnès. En aquest sentit, ens adherim a les activitats que es duen a terme en commemoració del setanta aniversari d'aquesta fam, en particular pel govern d'Ucraïna. Commemorant aquest setantè aniversari de la tragèdia ucraïnesa, també honorem la memòria de milions de russos, kazakhs i membres d'altres nacionalitats, que van morir de fam a la regió del riu Volga, Caucas del Nord, Kazakhstan i altres parts de l'antiga Unió Soviètica, com a resultat de la guerra civil i la col·lectivització forçada, deixant profundes cicatrius en la consciència de futures generacions.
Un dels més grans arguments sobre això és que la fam hauria estat precedida per un atac contra la cultura nacional ucraïnesa, un detall històric comú que va precedir moltes accions centralitzades dirigides contra les nacions. A escala nacional, la repressió política de 1937 (la gran purga), sota la direcció de Nikolay Yezhov, va ser coneguda per la seva ferocitat, però Lev Kopelev escriu: "a Ucraïna, el 1937 va començar el 1933", referint-se al, comparativament, primerenc començament de les mesures enèrgiques a Ucraïna per part dels soviètics.
Encara que la fam va ser ben documentada en el seu moment, la seva realitat ha estat qüestionada per raons ideològiques, per exemple pel govern soviètic i els seus portaveus (com també per defensors del règim soviètic), per altres que van ser deliberadament enganyats pel govern soviètic (com per exemple, George Bernard Shaw) i, almenys en un cas, per Walter Duranty, per a benefici personal. Un exemple d'una època tardana com a opositor a la idea de l'Holodomor és el canadenc i periodista Douglas Tottle, autor de Frau, fam i feixisme: el mite del genocidi ucraïnès des de Hitler a Harvard (publicat per l'editorial soviètica amb seu a Moscou, Progress Publishers, el 1987). Tottle hi al·lega que, encara que hi havia severes privacions econòmiques a Ucraïna, la idea de l'Holodomor va ser fabricada com a propaganda pel règim nazi i William Randolph Hearst per justificar la invasió nazi.

## Opinions actuals prosoviètiques
Ucraïna era conegut com el graner d'Europa per ser un país molt ric en recursos agrícoles, ambicionat per potències rivals com a rebost alimentari en els seus preparatius de guerra. Quan, en 1935, el PCUS va promoure-hi la col·lectivització, 120 milions de camperols pobres es van aixecar contra els kulaks, uns 10 milions de terratinents que, mitjançant els kolkhozs, s'havien enriquit amb el socialisme. Es va obrir un període de fortes lluites en el camp en tota l'URSS. Els kulaks van reaccionar armant-se i creant bandes que assaltaven els camperols pobres, incendiaven els graners i destruïen les collites. Va començar-hi l'escassetat de gra i la fam, la qual cosa, finalment, va desembocar en epidèmies.
Segons les opinions prosoviètiques, la col·lectivització no va causar cap estrall especial a Ucraïna, més que la pròpia de l'aixafament de la reacció kulak. Segons aquestes opinions, va ser la col·lectivització la que va permetre l'aprovisionament de l'URSS en la Segona Guerra Mundial, durant la qual els kulaks supervivents de la col·lectivització van tornar a Ucraïna i col·laboraren en la invasió nazi, privatitzant les terres de nou i assassinant els camperols.

## Reconeixement de l'Holodomorcom a genocidi
Una de les primeres veus de protesta fora de la Unió Soviètica contra les col·lectivitzacions forçoses i les consegüents fams ocasionades pel règim estalinista va ser la del dirigent comunista Lev Trotski durant el seu exili a Mèxic.
Ucraïna va aprovar la llei "Sobre l'Holodomor a Ucraïna dels anys 1932-1933", proposada pel president del país, Víktor Iúsxenko. Segons aquesta llei, l'Holodomor a la Ucraïna dels anys 1932-1933 és declarat genocidi contra el poble ucraïnès. En el seu preàmbul, s'inclou la definició de genocidi, d'acord amb la jurisprudència internacional acceptada. Així mateix, la mateixa llei estableix que, "la negació pública de l'existència de l'Holodomor dels anys 1932-1933 a Ucraïna es considera una burla a la memòria dels milions de víctimes de la tragèdia, una humiliació a la dignitat del poble ucraïnès, i és il·legal". Amb motiu del 75è aniversari de l'inici de l'Holodomor, Ucraïna va presentar, davant l'Assemblea General de les Nacions Unides, una nova proposta dirigida a declarar l'Holodomor dels anys 1932-1933 un genocidi contra el poble ucraïnès. En la 58 sessió de l'ONU, es va introduir per primera vegada en el diccionari internacional polític com a terme per a denominar l'Holodomor fam artificial. La declaració comuna va ser sostinguda per 63 estats, i aprovada.
El 23 de novembre del 2008, el Papa Benet XVI, després del rés de l'àngelus amb els fidels congregats a la plaça de Sant Pere, va recordar la gran fam dels anys 30 a Ucraïna, coincidint amb el 75è aniversari de l'Holodomor: "En aquests dies celebrem el 75è aniversari de l'Holodomor -la gran fam- que, en els anys 1932 i 1933, va causar milions de morts a Ucraïna i en altres regions de la Unió Soviètica durant el règim comunista".

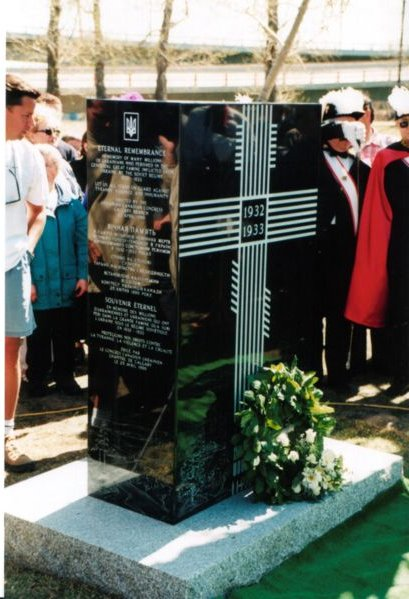
Monument en record a lHolodomor, a Calgary, Canadà.

Actualment, nombrosos estats denominen la fam de 1932-1933 com genocidi contra el poble ucraïnès, i expressen d'aquesta manera la seva valoració politicojurídica sobre aquest fet. Darrerament han declarat l'Holodomor un genocidi del poble ucraïnès Bèlgica, el 9 març de 2023, el parlament d'Islàndia el 23 per unanimitat i l'Assemblea Nacional francesa el 28 per 168 vots a favor i només 2 en contra. En total ho han fet:
| - Austràlia - Alemanya - Bèlgica - Brasil - Bulgaria - Canadà - Ciutat del Vaticà - Colòmbia - Croàcia - Equador - Eslovènia | - Estats Units - Estònia - França - Geòrgia - Hongria - Irlanda - Islàndia - Itàlia - Letònia - Lituània - Mèxic | - Moldàvia - Països Baixos - Paraguai - Perú - Polònia - Regne Unit - Romania - Txèquia - Ucraïna |

A nivell infraestatal, el Parlament de Catalunya o la Federació de Municipis de Catalunya, entre d'altres, també ho van condemnar com a genocidi.

Mapa dels estats que van reconèixer l'Holodomor com a genocidi (blau fosc).

Altres estats ho han qualificat com a crim o acte d'extermini de l'estalinisme, però no estrictament com a genocidi:
| - Andorra - Argentina - Eslovàquia | - Espanya - Xile |

En el cas d'Espanya el 2007 fou inclosa d'inici la tipificació de genocidi en la proposta de llei que es va presentar al Congrés dels Diputats, però finalment va caure en les votacions. També les Corts Valencianes i el Parlament de les Illes Balears van emetre valoracions en aquesta línia.